# Moore, Oklahoma
Moore, Oklahoma là một thành phố thuộc quận Cleverland tại tiểu bang Oklahoma, Hoa Kỳ. Thành phố có diện tích 56,7 km2, dân số 53.763 người theo điều tra dân số năm 2010 của Cục điều tra dân số Hoa Kỳ. Moore là một phần của vùng đô thị thành phố Oklahoma. Nằm cạnh biên giới phía bắc của quận Cleveland, Moore là thành phố lớn thứ hai trong quận và thành phố lớn thứ bảy trong tiểu bang. Moore đã từng được biết đến với tên gọi cộng đồng ngủ nhưng ngày nay thành phố có ngành giải trí, ăn uống và mua sắm tốt. Moore có khoảng cách ít hơn hai mươi phút từ trung tâm thành phố Oklahoma, sân bay Will Rogers World, căn cứ không quân Tinker, Đại học Oklahoma.
Thành phố của Moore đã bị hư hỏng do lốc xoáy đáng kể đến 04 tháng 10 năm 1998, ngày 03 Tháng 5 năm 1999, 08 tháng năm 2003, 10 tháng năm 2010, và 20 tháng 5 năm 2013. 